# Lola B2K/40
La Lola B2K/40 est une barquette de course construite en 2000 pour concourir en catégories SR2 de FIA Sportscar et de Grand American Road Racing Championship. Elle a évolué pour s'inscrire en catégorie LMP2 en Le Mans Series, American Le Mans Series et aux 24 Heures du Mans.
Ses héritières sont les Lola B05/40 et Lola B11/40 conçues avec la même philosophie.

## Palmarès
- Champion de FIA Sportscar dans la catégorie SR2 en 2001 avec Sportsracing Team Sweden
- Champion de Rolex Sports Car Series dans la catégorie SRP2 en 2002 avec Risi Competizione
- Champion de American Le Mans Series dans la catégorie LMP2 en 2004 avec Miracle Motorsports
- Vainqueur des 24 Heures du Mans dans la catégorie LMP2 en 2000 avec Multimatic Motorsports et en 2004 avec Intersport Racing.

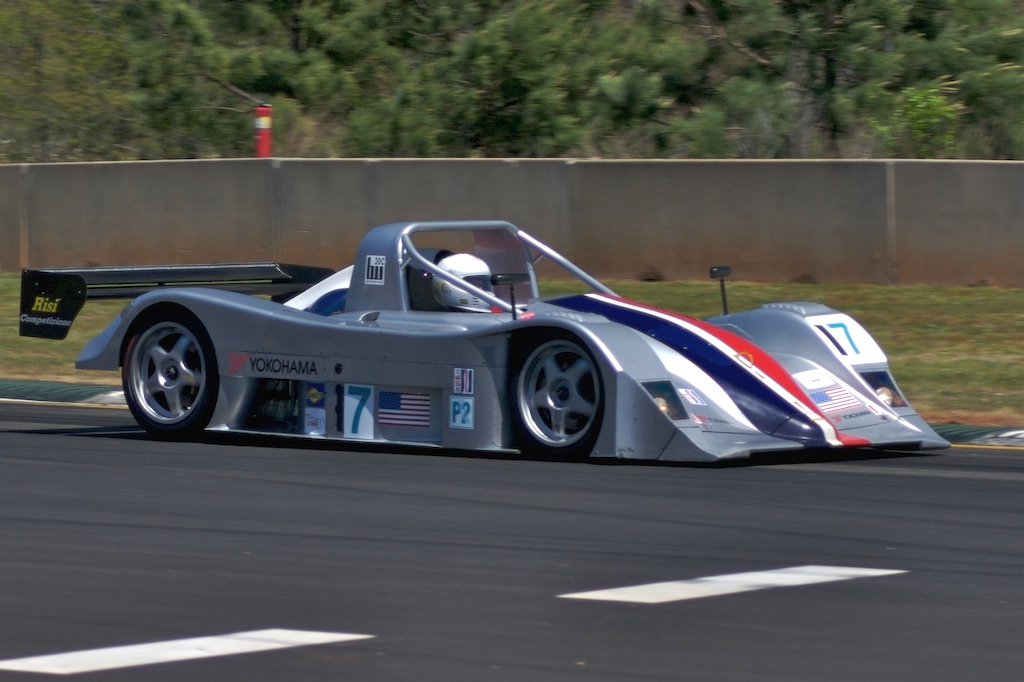
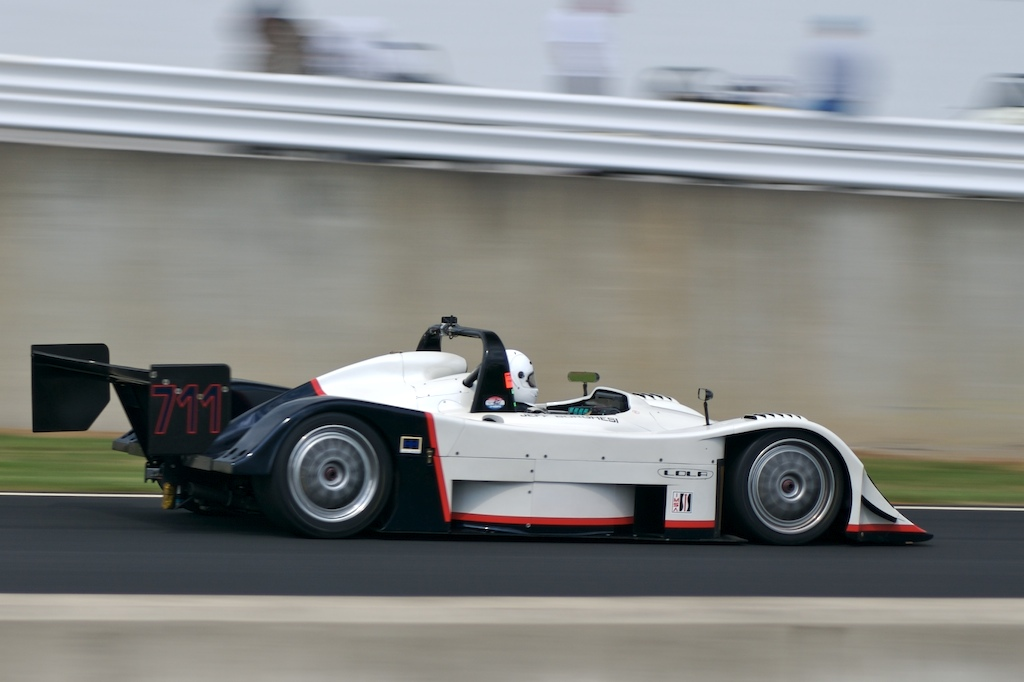